# 바갸드
바갸드는 브르타뉴의 전통 악기인 붐바르드와 백파이프를 통해 연주하는 음악 그룹으로 연주는 1950년대에 시작되었다.